# Завьяловка (Днепропетровская область)
Завьяловка (укр. Зав'ялівка) — село, Ордо-Василевский сельский совет, Софиевский район, Днепропетровская область, Украина.
Код КОАТУУ — 1225286603. Население по переписи 2001 года составляло 101 человек.

## Географическое положение
Село Завьяловка находится в 1,5 км от правого берега реки Демурина, на расстоянии в 1 км от села Мотина Балка.
По селу протекает пересыхающий ручей с запрудой.